# Віктор-Естате-1
Грама Ніладхарі Віктор-Естате-1 (№ P/16) — Грама Ніладхарі підрозділу ОС Потувіл, округ Ампара, Східна провінція, Шрі-Ланка.

## Демографія
| Населення (2007) | Населення (2007) | Населення (2007) | Населення (2007) | Населення (2007) |
| Населення        | Чоловіки         | Жінки            | Діти             | Дорослі          |
| ---------------- | ---------------- | ---------------- | ---------------- | ---------------- |
| 1311             | 628              | 683              | 636              | 675              |